# Эльф-Д
Эльф-Д — советский экспериментальный разведывательный беспилотный летательный аппарат. Разработан в ОСКБЭС МАИ. Первый полёт совершил в 1979 году. Было построено два экземпляра аппарата.

## ЛТХ
- Размах крыла, м: 5,86
- Длина самолета, м: 5,40
- Площадь крыла, м²: 6,16
- Масса, кг: 360
- Тип двигателя: 1 ПД Нельсон
- Мощность, л.с.: 1 х 68
- Максимальная скорость, км/ч: 195
- Минимальная скорость, км/ч: 80
- Дальность полета, км: 120